# Ryūkichi Tanaka
Ryūkichi Tanaka (田中隆吉?, Tanaka Ryūkichi; prefettura di Shimane, 9 luglio 1893 – 5 giugno 1972) è stato un generale giapponese della seconda guerra mondiale.

## Biografia
Nacque in quella che oggi è parte della città di Yasugi, nella prefettura di Shimane, il 9 luglio 1896. Frequentata una scuola preparatoria militare a Hiroshima, entrò nell'Accademia dell'Esercito Imperiale giapponese nel 1913, 26ª Classe, specializzandosi in artiglieria, e fu assegnato a prestare servizio presso il 23º Reggimento di artiglieria da campo con sede a Okayama. 
Dopo essersi diplomato alla 34ª classe della Scuola di guerra dell'esercito nel 1923, prestò servizio in vari incarichi nello Stato maggiore dell'esercito imperiale giapponese ed entrò in contatto con il teorico del panasiatismo e scrittore nazionalista Shūmei Ōkawa. Fu inviato con un incarico speciale a Pechino, in Cina, e Kalgan, Manciuria dal 1927 al 1929 per raccogliere informazioni militari. Nell'ottobre 1930 risiedeva a Shanghai, dove sviluppò uno stretto rapporto con Yoshiko Kawashima e la aiutò a costituire la sua rete di spionaggio. Viveva insieme a Kawashima a Shanghai al momento dell'incidente di Shanghai del 1932, che nelle sue memorie che affermò di aver scritto nel dopoguerra, con Kawashima che agiva come agente provocatore per incitare la rivolta contro i cinesi con i 20.000 yen forniti dal quartier generale dell'armata del Kwantung. Tuttavia, non ci sono altre prove scritte a sostegno di questa affermazione oltre alle memorie di Tanaka. La sua relazione con Kawashima si inasprì dopo che in Giappone era stato pubblicato un resoconto romanzato delle sue imprese che lo menzionava per nome e dopo aver scoperto che i suoi movimenti erano attentamente monitorati dagli agenti del Kuomintang.
Richiamato in Giappone nell'agosto 1932 assunse il comando del 4º Reggimento artiglieria campale, poi del 1º Reggimento artiglieria pesante campale dal 1934 al 1935, e poi assegnato alla 2ª sezione dello stato maggiore dell'armata del Kwantung dal 1935 al 1937. Nel 1936, ricoprendo contemporaneamente l'incarico di direttore dell'Agenzia Speciale per gli Affari Culturali (fino al gennaio 1937). Impegnato in operazioni contro la Mongolia Interna come parte della strategia contro l'Unione Sovietica, collaborò con il principe Demchugdongrub per avviare la Campagna di Suiyuan. Promosso colonnello, dal 2 agosto 1937 al 10 dicembre 1938 fu comandante del 25º Reggimento artiglieria da montagna operante nel Manchukuo, partecipando alla disastrosa Battaglia del lago Chasan contro l'Unione Sovietica.
Richiamato nuovamente in Giappone dal 1939 al 1940, fu nominato capo della sezione del servizio militare, ufficio amministrativo militare all'interno del Ministero dell'Esercito.
Nel marzo 1940 fu promosso maggiore generale e tornò brevemente in Cina come capo di stato maggiore della 1ª Armata, allora al comando del tenente generale Yoshio Shinozuka, e durante questo periodo iniziò un tentativo fallito di corteggiare il signore della guerra cinese Yan Xishan della provincia dello Shanxi per fargli sostenere la causa giapponese. Alla fine del 1940 fu richiamato in Giappone e l'anno successivo divenne comandante della Scuola di Nakano (Rikugun Nakano Gakkō), la principale struttura di addestramento allo spionaggio e al sabotaggio dell'esercito imperiale.
Affetto da problemi di salute, entrò nelle riserva fino al settembre 1942 quando fu assegnato all'Armata del distretto dell'Est; tuttavia, fu ricoverato in ospedale dal mese di ottobre a causa di una depressione acuta e si ritirò dal servizio militare nel marzo 1943.
Nel 1945 fu richiamato in servizio attivo come comandante della fortezza di Ratsu, al confine tra la Corea e l'Unione Sovietica a Rasŏn. Ricoprì tale incarico fino alla fine della guerra.
Dopo la guerra fu chiamato a testimoniare presso il Tribunale militare internazionale per l'Estremo Oriente di Tokyo; tre volte per l'accusa e due volte per la difesa. Fu utilizzato dal procuratore capo Joseph Berry Keenan per persuadere Hideki Tōjō a rivedere la sua testimonianza senza riferirsi all'autorità suprema dell'imperatore Hirohito come mandante della guerra. Durante il processo, la rivista Life lo soprannominò "Il Mostro", affermando che aveva testimoniato che il generale Sadao Araki era la mente dietro il militarismo giapponese, accusando il generale Kenji Doihara di gestire operazioni di narcotici nel Manchukuo e incolpando i generali Hideki Tojo e Akira Mutō di aver promosso politiche che favorirono le atrocità contro i prigionieri di guerra. D'altra parte difese i generali Shunroku Hata e Yoshijirō Umezu e il Ministro degli Esteri Mamoru Shigemitsu per aver tentato di prevenire o porre fine alla guerra, e autopromosse sia come eroe di guerra che come "apostolo della pace", affermando anche che si aspettava pienamente che essere giudicato colpevole, condannato a morte e giustiziato.
Nel 1949 si trasferì in una capanna sul lago Yamanaka, dove il 15 settembre tentò senza successo il suicidio con un pugnale. Morì di cancro del colon-retto il 5 giugno 1972.

## Pubblicazioni
- Haiin o tsuku: Gunbatsu sen'ō no jissō, Sansuisha, 1946.
- Nihon gunbatsu antoshi, Seiwado Shoten, 1947.
- La storia viene giudicata - Storia segreta della sconfitta in guerra, Shinpusha, 1948.

### Fonti
1. 1 2 3 4 5 6  Generals.
2. ↑  Boister, Cryer 2008, p. 1014.
3. ↑  Boister, Cryer 2008, p. 1022.
4. ↑  Boister, Cryer 2008, pp. 369-370.
5. ↑  Boister, Cryer 2008, p. 455.
6. ↑  Boister, Cryer 2008, p. 740.
7. 1 2  Life, January 26, 1948, p. 88.
8. 1 2  Life, January 26, 1948, p. 89.